# Godolías
Godolías o Gedalías (hebreo: גְּדַלְיָּה Gəḏalyyā o גְּדַלְיָהוּ Gəḏalyyāhū, "Yah se ha vuelto Grande") fue un gobernador de Judá nombrado por el rey de Babilonia Nabucodonosor II, tras la muerte de Sedecías, último soberano del Reino de Judá.
Godolías es probablemente referido en una bula descubierta en Tel ed-Duweir (Laquís) que lee "Perteneciente a Gedalyahu, el supervisor del palacio", aunque la identificación entre ambos no es del todo segura.

## Biografía
Según la Biblia era hijo de Ajicam (que salvó la vida del profeta Jeremías y nieto de Shaphan (quien participó en el descubrimiento del escrito que los estudiosos identifican como núcleo del Deuteronomio y sirvió brevemente como gobernador de Judá. Después de la destrucción de Jerusalén, Nabucodonosor designó a Godolías como gobernador, que se asentó en Mizpa
Godolías comenzó a alentar a la gente a cultivar los campos y viñedos, y asentar las bases de la prosperidad. Muchos de los que habían huido a las tierras vecinas durante la guerra fueron atraídos por la noticia de la reactivación de la comunidad, regresaron y fueron bien recibidos. Entre estos refugiados se encontraba Ismael un descendiente de la casa real de Sedequías, que fue alentado por Baalis de Amón (que veía con temor el resurgir de Judá) a asesinar al gobernador. Ismael visitó a Godolías en Mitzpa, y fue recibido cordialmente; aunque el gobernador había sido advertido en su contra, consideró el aviso una calumnia injustificada. Ismael le asesinó en 586 a. C. junto con los judíos que le apoyaban y muchos babilonios. Muchos judíos huyeron a Egipto ante el temor de la venganza de Nabucodonosor, incluido el profeta Jeremías. 
Para lamentar el asesinato se estableció el tercer día de Tishrei como día del Ayuno de Godolías. Aunque aparentemente el asesinato ocurrió el primer día de Tishrei, se retrasó para evitar su coincidencia con el Rosh Hashaná. 